# Aurel Bălășoiu
Aurel Bălășoiu (n. 24 februarie 1960, Rociu, Regiunea Argeș, România) este un deputat român, ales în 2020 din partea PSD. 

## Controverse
Pe 23 noiembrie 2015 Aurel Bălășoiu a fost trimis în judecată de DNA pentru abuz în serviciu alături de Mircea Drăghici și Constantin Nicolescu. Pe 24 aprilie 2023 Înalta Curte de Casație și Justiție l-a achitat definitiv pe Aurel Bălășoiu în acest dosar.